# Sint-Pieters-op-de-Dijk
Sint-Pieters-op-de-Dijk és un antic municipi de Bèlgica a la província de Flandes Occidental, que des el 1899 va fusionar amb la ciutat de Bruges. El 2014, el poble tenia 7550 habitants, sobre una superfície de 1377 hectàrees.